# Rivière Bway
Der Rivière Bway (auch: River Bway), im Oberlauf: Rivière Battre Bois („Fluss am Holzeinschlag“), ist ein Fluss im Westen von Dominica im Parish Saint Joseph.

## Geographie
Die Rivière Bway entspringt mit dem Quellbach „Rivière Battre Bois“ am Südhang des Mosquito Mountain bei Noel, in der Nähe der Quellen des Layou River (O), in welchen er später mündet, und der Quellen des Macoucheri River, dessen Einzugsgebiet sich westlich anschließt. Er verläuft nach Süden durch Fond Trouvé, Zacota und Fond Judique. Bei D LEau Jean erhält er von links und Osten Zufluss durch einen Quellbach (⊙), wonach der Fluss den Namen „Rivière Bway“ annimmt. Er mündet bei Bway von Norden und rechts in den Layou River.
Die Rivière Battre Bois hat eine Länge von 5,63 km.